# 水野桂三
水野 桂三（みずの けいぞう、1897年（明治30年）5月8日 - 1960年（昭和35年）3月28日）は、大日本帝国陸軍軍人。最終階級は陸軍少将。功三級。

## 経歴
1897年（明治30年）に東京府で生まれた。陸軍士官学校第30期、陸軍大学校第42期卒業。ソ連駐在を経て、1937年（昭和12年）9月に第18師団参謀（第10軍のち第21軍）に就任し、日中戦争に出動。杭州湾に上陸し、南京攻略戦に参加し、広徳周辺で掃討戦に任じた。ついでバイアス湾に上陸し、広東攻略戦に参加した。1939年（昭和14年）1月19日に陸軍大学校教官に転じ、3月9日に陸軍歩兵大佐に進級した。1941年（昭和16年）3月に陸軍大学校附となり、1943年（昭和18年）8月に陸軍大学校研究部主事に就任した。
1944年（昭和19年）1月に陸軍兵器行政本部附兼陸軍省兵務局附となり、1945年（昭和20年）3月1日に陸軍少将に進級。5月10日に陸軍歩兵学校附を経て、7月1日に東京湾兵団参謀長（第1総軍）に就任し、本土決戦に備えた。
1948年（昭和23年）1月31日、公職追放仮指定を受けた。